# Lucius Domitius Ahenobarbus (konzul 54 př. n. l.)
Lucius Domitius Ahenobarbus byl konzulem v roce 54 př. n. l., v občanské válce byl nepřítelem Julia Caesara a zastáncem optimátů v době pozdní římské republiky.

## Životopis
Ahenobarbus byl synem konzula Gnaea Domitia Ahenobarba. Jeho děd, Gnaeus Domitius Ahenobarbus, byl generál a konzul, který vedl tažení proti Allobrogům v jižní Galii.
Poprvé se o něm zmiňuje v roce 70 př. n. l. Cicero jako o svědku proti Gaiu Verrovi, který byl obviněn z korupce v Sicílii. V roce 61 př. n. l. byl aedilem. Je psáno, že tehdy nechal vystavit stovku numidských lvů a veřejné hry učinil tak dlouhými, že lidé museli před jejich koncem opustit cirkus, aby se najedli – poprvé, co se tak za těchto her stalo. Tato přestávka se nazývala diludium.
Oženil se s Porcií, sestrou Catona mladšího. Ahenobarbovy politické názory se shodovaly s Catonovými – po celý život patřil k nejsilnějším zastáncům etablovaných optimátů. Stavěl se přitom proti přečinům prvního triumvirátu. V roce 59 př. n. l. byl Vettiem, zřejmě na Caesarův popud, jmenován jako člen rozsáhlého spiknutí s cílem zabít Caesara a Pompeia.
Ahenobarbus byl prétorem v roce 58 př. n. l. a navrhl prošetření zákonnosti aktů schválených rok předtím, za konzulátu Caesara a Bibula, kdy Caesar soustavně porušoval ústavu. Ahenobarbus dále kandidoval na konzulát roku 55 př. n. l. a pohrozil, že ve svém konzulátu provede opatření, která navrhl ve svém prétorství a připraví Caesara o jeho prokonzulát v Galii. Avšak v den voleb jej a skupinu optimátů včetně Catona ml. přepadla skupina ozbrojených přívrženců triumvirátu. Optimáti byli vyhnáni z Martova pole, kde se volby konaly, a konzuly se stali Pompeius a Crassus. V následujícím roce opět kandidoval a byl zvolen konzulem společně s Appiem Claudiem Pulcherem, bratrem Publia Clodia a příbuzným Pompeia, takže nebyl schopen proti Caesarovi a Pompeiovi nic podniknout. Oba konzulové byli zapleteni do korupčního skandálu, přičemž si kandidáti ve volbách toho roku chtěli koupit jejich přízeň, aby ovlivnili volby tak, jak to udělali Pompeius a Crassus rok předtím. Po vypršení konzulátu neodešel do provincie.
Ahenobarbus byl zvolen soudcem předsedajícím řízení proti Titovi Anniu Milonovi v roce 52 př. n. l. za vraždu Publia Clodia, jak zmiňuje Asconius ve svém shrnutí Ciceronova proslovu Pro Milone. V roce 50 př. n. l. byl kandidátem na prestižní místo v kolegiu augurů, které zůstalo prázdné po smrti Quinta Hortensia, ale byl poražen Marcem Antoniem, který měl Caesarovu podporu.
Senát jej roku 49 př. n. l. jmenoval nástupcem Caesara jako prokonzula v zaalpské Galii (Gallia transalpina). (Tuto funkci si nárokoval už v roce 55 př. n. l., kdy byl Caesarův prokonzulát Senátem prodloužen na desetileté období; jeho děd, Gnaeus Domitius Ahenobarbus (konzul 122 př. n. l.), dobyl území Allobrogů v jižní Galii.
Po Caesarově překročení Rubikonu byl jediným, který v Itálii kladl jeho tažení odpor. S dvaceti nebo více než třiceti kohortami zabral Korfinium, ležící na důležité cestě, a obrátil se na Pompeia, který v tu dobu prchal do Řecka přes Apulii, s prosbou o pomoc; ten ale žádost zamítnul. Po sedmi dnech obléhání Caesarovými pěti legiemi se korfinští vojáci vzdali a předali Ahenobarba Caesarovi, který jej shovívavě ušetřil. Kohorty byli začleněny do Caesarovy armády.
Na krátkou dobu poté Pobýval v Cose v Etrurii a poté odplul do Massilie, kterou bránil proti Caesarovi za jeho pochodu do Hispánie. Tímto donutil Caesara tam zanechat jednu ze svých sedmi legií, aby Ahenobarbovo vojsko neodstřihlo cestu do Říma a neprovokovalo galské kmeny ke vzpouře. Časem bylo město dobyto a Ahenobarbus utekl na jediné dostupné lodi.
Ahenobarbus pak pokračoval na východ a připojil se k Pompeiovi v Thesálii. Navrhl tehdy, aby po válce byli všichni senátoři, kteří zůstali neutrální, postaveni před soud. V bitvě u Farsálu velel spolu s Labienem na levém křídle pompeiovců. Poté co se z levého křídla rozutekla kavalerie, začala se jeho pěchota také brát na útěk; v boji zemřel. Cicero ve FIlipikách tvrdí, že mu smrtelný úder zasadil přímo Marcus Antonius.